# Schönstädt
Schönstädt ist ein Stadtteil der oberfränkischen Stadt Rödental im Landkreis Coburg.

## Geographie
Schönstädt liegt etwa elf Kilometer nordöstlich von Coburg im Froschgrund an der Itz. Die Staatsstraße St 2206 von Rödental zur thüringischen Grenze führt östlich an Schönstädt vorbei. Eine Gemeindeverbindungsstraße Richtung Westen nach Fornbach quert den Ort.

## Geschichte

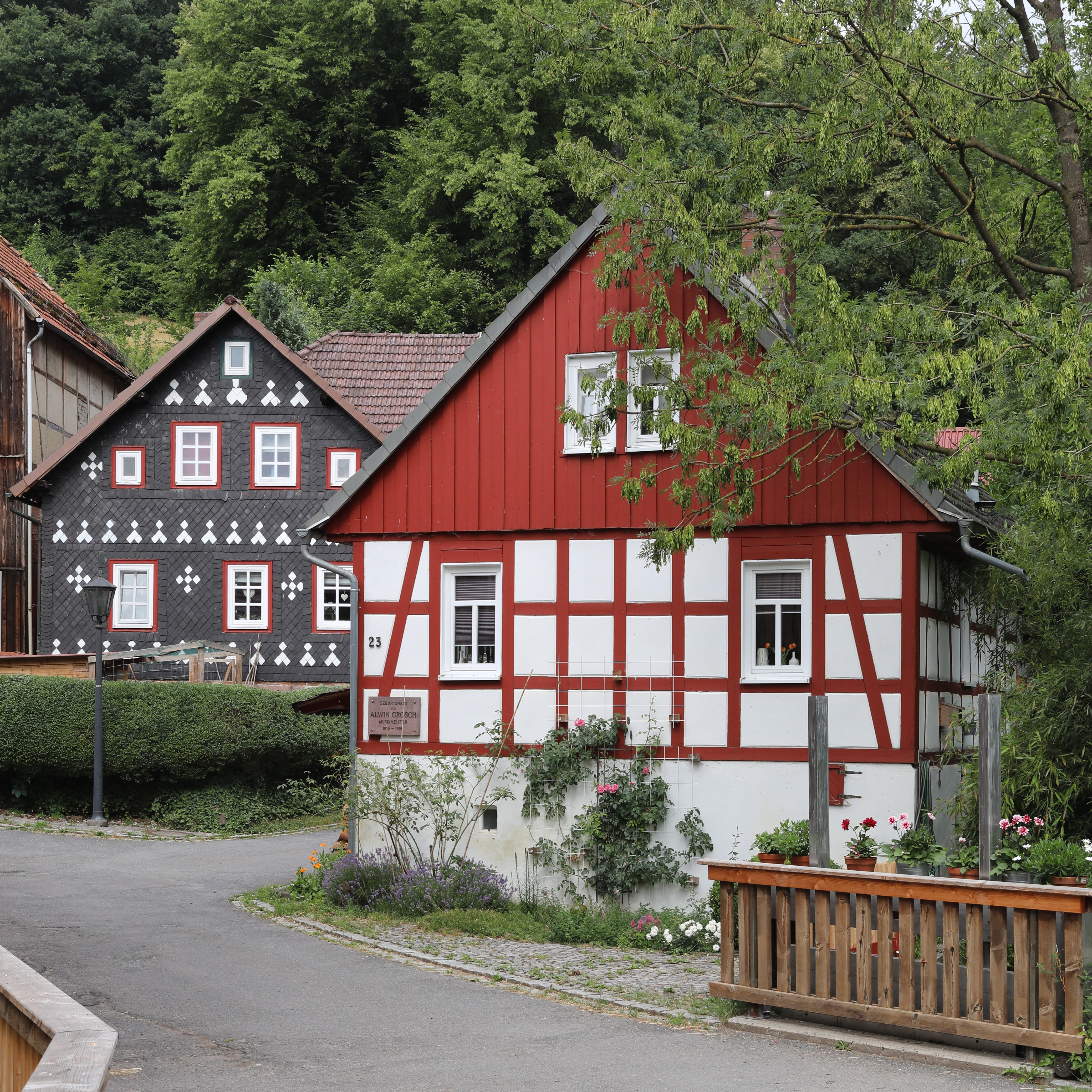
Fachwerkhäuser

Die erste urkundliche Erwähnung Schönstädts war im Jahr 1225 als „Schönstat“. Der Ortsname bedeutet schöne, günstig gelegene Hofstatt.
Anfang des 14. Jahrhunderts lag Schönstädt im Herrschaftsbereich der Henneberger. 1353 kam der Ort mit dem Coburger Land im Erbgang zu den Wettinern und war somit ab 1485 Teil des Kurfürstentums Sachsen, aus dem später das Herzogtum Sachsen-Coburg hervorging. Die Dorfherrschaft hatte das Adelsgeschlecht von Schönstädt, das 1317 erstmals erwähnt wurde. Nach dem Tod des kinderlosen Johann Ernst von Schönstädt im Jahr 1736 fiel die Besitzung mit dem Rittergut und dem Schloss, das ursprünglich von einem Wassergraben umgeben war, an die Landesherrschaft zurück und wurde ein Kammergut. Schönstädt gehört seit Jahrhunderten zum Kirchensprengel Weißenbrunn vorm Wald.
Die Schönstädter Mühle an der Itz stellte von 1845 bis 1914 Steinmurmeln (Märbeln) her. Anschließend wurde sie bis 1987 als Mahlmühle genutzt. In einer Volksbefragung am 30. November 1919 stimmten zwei Schönstädter Bürger für den Beitritt des Freistaates Coburg zum thüringischen Staat und 29 dagegen. Somit gehörte ab dem 1. Juli 1920 Schönstädt zum Freistaat Bayern. 1925 hatte das 116,26 Hektar große Dorf 107 Einwohner, von denen 100 der evangelischen Kirche angehörten, und 23 Wohngebäude. Die Schule und die evangelische Kirche lagen im 2,7 Kilometer entfernten Weißenbrunn vorm Wald.
Am 11. April 1945 kamen US-amerikanische Truppen von Fornbach nach Schönstädt und querten die Itz auf der gesprengten, aber von den Einwohnern wieder befahrbar gemachten, Steinbrücke. Nach dem Zweiten Weltkrieg prägte bis 1989 die nahe Lage an der innerdeutschen Grenze den Ort.
Am 1. Januar 1971 schloss sich Schönstädt mit den Orten Fischbach, Fornbach, Mittelberg, Waltersdorf und Weißenbrunn vorm Wald zur neuen Gemeinde Froschgrund zusammen, die am 1. Mai 1978 zwangsweise aufgelöst und in die Stadt Rödental eingegliedert wurde. Seitdem ist Schönstädt ein Stadtteil Rödentals. Von 1983 bis 1986 wurde nördlich von Schönstädt das Hochwasserrückhaltebecken Froschgrundsee mit einem 18 Meter hohen und 350 Meter langen Erddamm als Sperrbauwerk errichtet. 1987 wohnten im Dorf 61 Personen, es hatte 18 Wohngebäude und 20 Wohnungen.

## Einwohnerentwicklung
| Jahr | Einwohnerzahl |
| ---- | ------------- |
| 1910 | 108           |
| 1933 | 107           |
| 1939 | 103           |
| 1950 | 136           |
| 1960 | 98            |
| 1969 | 94            |
| 2010 | 43            |